# Stanislav Urban
Stanislav Urban (ur. 20 kwietnia 1959) – czechosłowacki żużlowiec.

## Życiorys
W 1979 wystąpił w rozegranym w Leningradzie finale indywidualnych mistrzostw świata juniorów, zajmując V miejsce. W 1980 zdobył tytuł młodzieżowego wicemistrza Czechosłowacji. Kilkukrotnie startował w eliminacjach indywidualne mistrzostwa świata, najlepszy wynik osiągając w 1986 w Wiener Neustadt, gdzie w finale kontynentalnym zajął VII miejsce. W 1986 r. zajął VIII miejsce w rozegranym w Lesznie memoriale Alfreda Smoczyka.